# Maison de Philippe le Bel
La maison de Philippe le Bel est située à Lunel, dans le département de l'Hérault et la région Occitanie.

## Localisation
Le monument est situé sur la commune de Lunel au 50 rue Alphonse-Ménard, dans l'ancienne région de Languedoc-Roussillon.

## Historique
La maison a été construite aux XIIIe et XIVe siècles. Son appellation est relié au roi Philippe le Bel en raison d'une sculpture figurant un personnage qui tient deux fleurs de lys avec ses mains. Or, c'est sous le règne de ce monarque que Lunel fut rattachée en 1295 au royaume de France. 
La maison de Philippe le Bel a fait l’objet d’une inscription au titre des monuments historiques par arrêté du 11 septembre 2003.

## Description
La maison est de style gothique et possède une façade Renaissance dont les fenêtres ogivales présentent un décor sculpté.

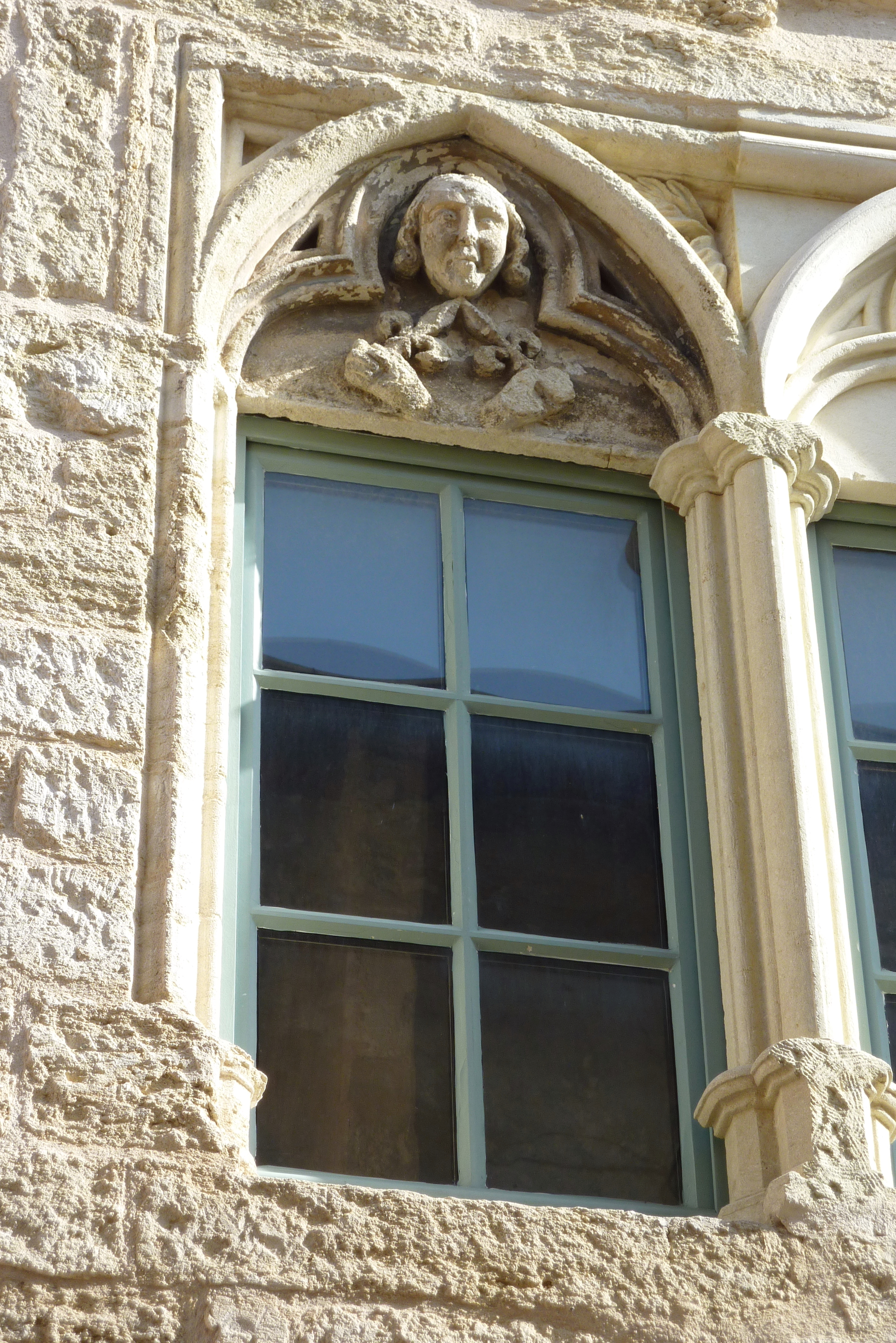
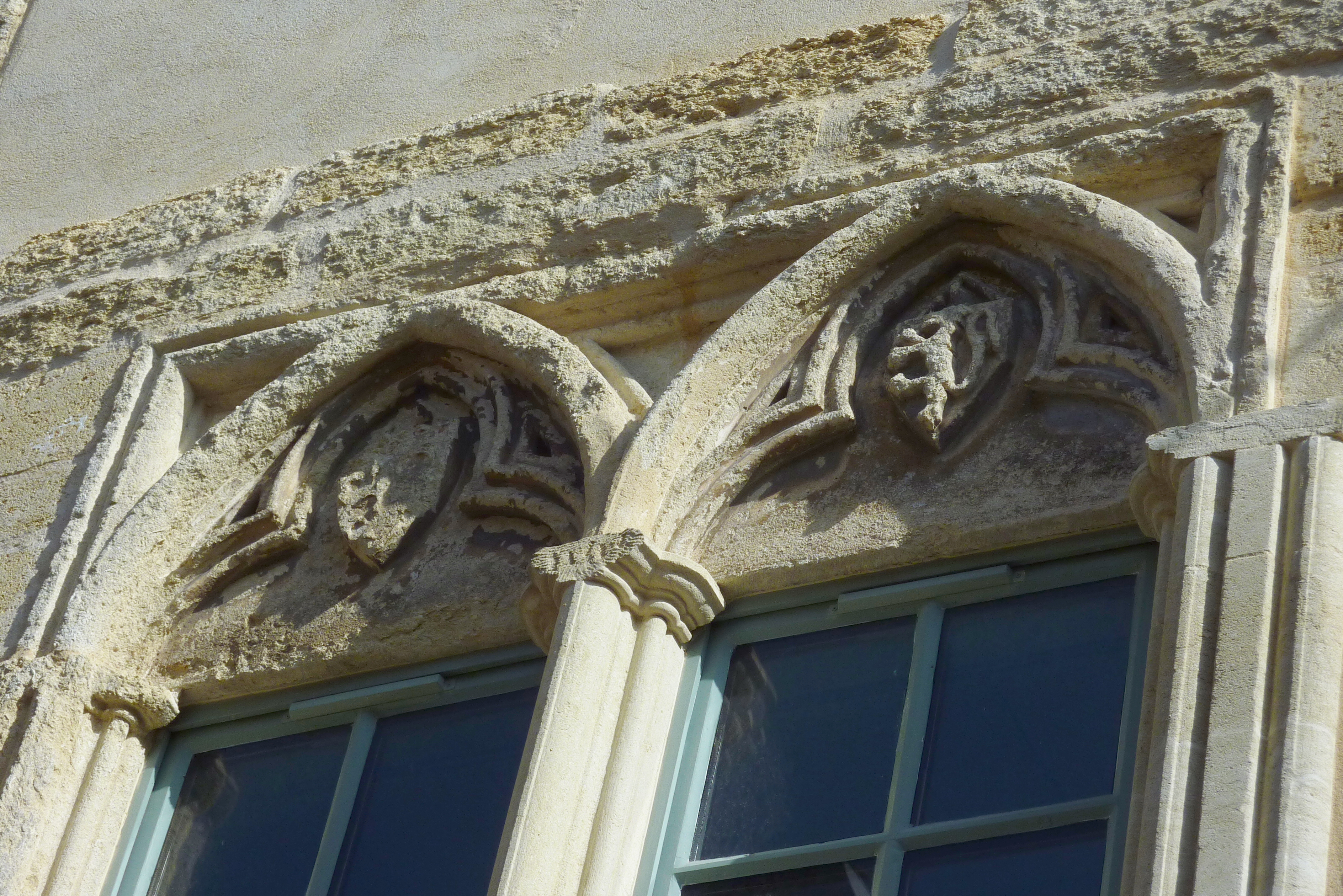
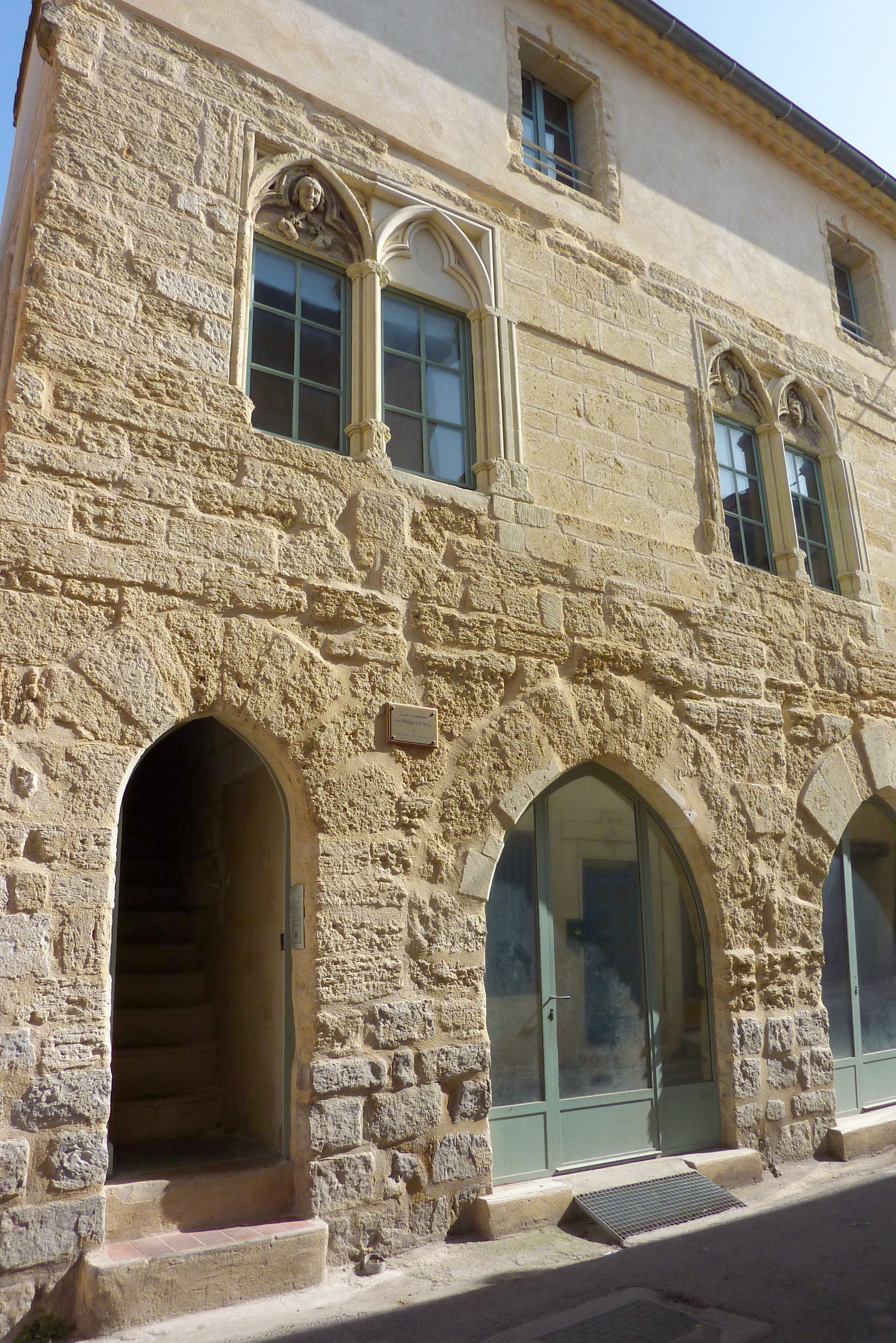
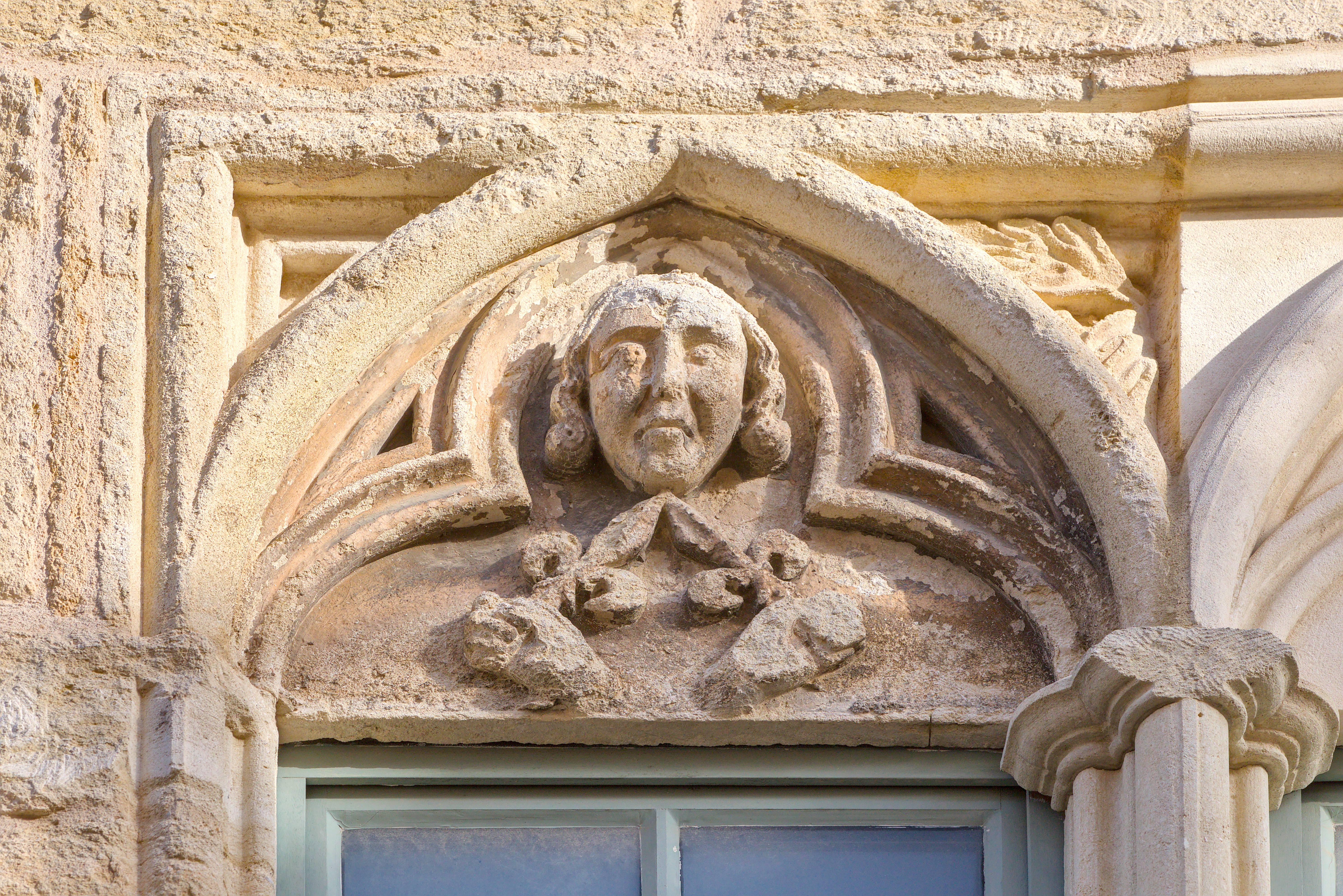

Elle est composée deux étages.